# Kreuzschlepper (Burkardroth, Am Marktplatz 1)

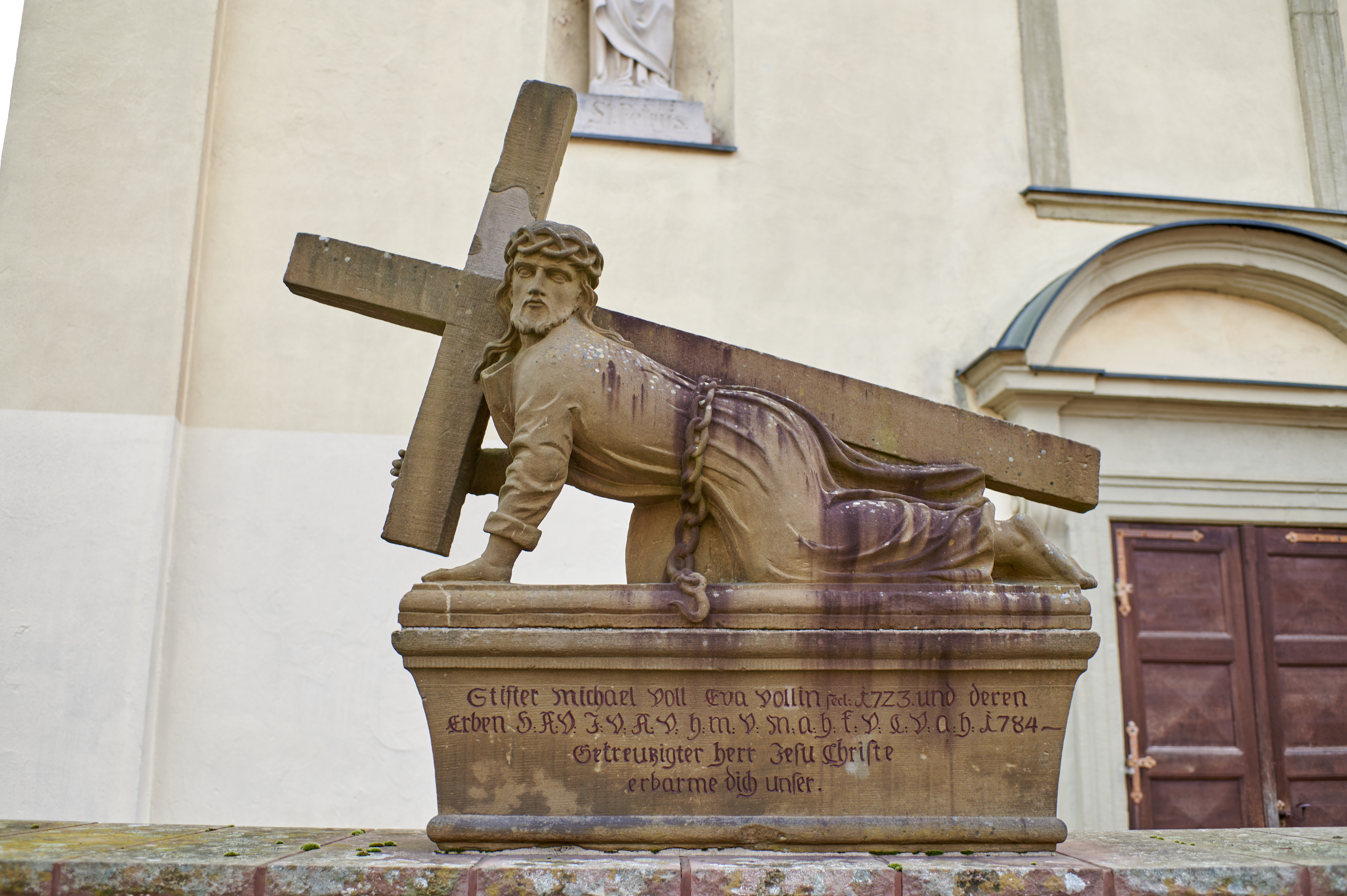
Kreuzschlepper, Burkardroth, Flurstraße 8

Der Kreuzschlepper Am Marktplatz 1 ist ein Flurdenkmal im Markt Burkardroth im unterfränkischen Landkreis Bad Kissingen. Er befindet sich auf der Kirchhofmauer vor der Burkardrother Kirche St. Petrus in Ketten.
Der Bildstock gehört zu den Burkardrother Baudenkmälern und ist unter der Nummer D-6-72-117-2 in der Bayerischen Denkmalliste registriert.

## Beschreibung
Der Kreuzschlepper besteht aus gelbbraunem Sandstein und entstand im Jahr 1874. Der 150 cm hohe Kreuzschlepper hat eine Länge von 103 cm und steht auf einer 35,5 cm hohen und 27 cm breiten Sargimitation mit einer Länge von 103 cm an der Basis und 120 cm an der Deckelöffnung. Die Basis und der Sargdeckel sind mit einer Wulstzier versehen.
Christus befindet sich auf seinen Knien und richtet sich, stützt sich mit seiner linken Hand ab und trägt mit der rechten das Kreuz.
Die Sargimitation trägt in gotischer Schrift folgende Inschrift:

„STIFTER MICHAEL VOLL, EVA VOLL IN, seel. 1723 und deren

Erben H:A:V:J:A:V:him: V:m:a:h:f:V:C:V:a:h:i 1784

GEKREUZIGTER HERR JESU CHRISTE

ERBARME DICH UNSER!“

Der Kreuzschlepper wurde im Jahr 1991 renoviert.